# Andrés Palomino Robles
Andrés Palomino Robles   (Barcelona, 1978) és un guionista de televisió, monologuista còmic i dibuixant de còmic català. Llicenciat en Comunicació Audiovisual a Barcelona, va estudiar direcció cinematogràfica a la ciutat de Buenos Aires, d'on va tornar per posar-se a treballar com a guionista del programa infantil Club Súper 3 de la Televisió de Catalunya, on exerceix des de l'any 2002. També ha estat guionista de la sèrie Mar de fons. Des de l'abril del 2008 guionitza, dibuixa i publica a Internet la tira còmica d'humor Las Crónicas PSN, que surt cada dia i que és protagonitzada per joves frikis aficionats als còmics, als jocs de rol i als videojocs. Entre els anys 2010 i 2011 va publicar les seves tires en versió online al diari gratuït 20 minutos. Des del desembre de 2008 recopila i autoedita les tires de Las Crónicas PSN publicades a Internet en àlbums en paper. El maig del 2010 es va unir al col·lectiu d'autors de webcómic Control Z, integrat en l'actualitat per Sergio Sánchez Morán, Xavier Àgueda, Koopa, Fadri, Zirta, Laurielle, Runtime-error, Defriki, Quetzal i Ismurg.

## Obra editada
Com a dibuixant i guionista
- Las Crónicas PSN vol. 1 (Novembre 2008)
- Las Crónicas PSN vol. 2: ¡A pelo! (Desembre 2009)
- Las Crónicas PSN vol. 3: Orgullo Friki (Juny 2010)
- Las Crónicas PSN vol. 4: 400 Gólems (Abril 2011)
- Las Crónicas PSN vol. 5: Tiago Desencadenado (Desembre 2011)
- Las Crónicas PSN vol. 6: Horchata Gran Reserva (Abril 2013)
- Manual para padres frikis: Año 0 (Marzo 2014)

Com a guionista
- ¿Dónde está el guionista? (Dibbuks, 2013)

Col·laboracions
- Fan Letal Vintage, de Cels Piñol (Panini Cómics, 2011)
- ¡Caramba!, fanzine coordinat i editat per Manuel Bartual (2011)
- Ella siempre me quiso por mi cerebro, de Julio Videras e Isaac Casanova (Diábolo Ediciones, 2011)
- Weezine 3 (fanzine, 2010)
- Reservoir Sheeps (fanzine, 2010)
- La guarida del leviatán, de Julio Videras i Isaac Casanova (Diábolo Ediciones, 2009)
- Cómics 2.0. Antología del webcómic 2009, editat per David Prieto (2009)